# Cook County (Georgia)
Das Cook County befindet sich im Bundesstaat Georgia der Vereinigten Staaten. Der Verwaltungssitz (County Seat) ist Adel.

## Geographie
Das County liegt im Süden von Georgia, ist etwa 40 km von der Nordgrenze Floridas entfernt und hat eine Fläche von 604 Quadratkilometern, wovon elf Quadratkilometer Wasserfläche sind und grenzt im Uhrzeigersinn an folgende Countys: Berrien County, Lowndes County, Brooks County, Colquitt County und Tift County.

## Geschichte
Cook County wurde am 30. Juli 1918 als 153. County in Georgia aus Teilen des Berrien County gebildet. Benannt wurde es nach Philip Cook, einem General, der im Seminolen- und Bürgerkrieg kämpfte und über 20 Jahre Minister in Georgia war.

## Demografische Daten
Laut der Volkszählung von 2010 verteilten sich die damaligen 17.212 Einwohner auf 6.339 bewohnte Haushalte, was einen Schnitt von 2,69 Personen pro Haushalt ergibt. Insgesamt bestehen 7.287 Haushalte.
72,5 % der Haushalte waren Familienhaushalte (bestehend aus verheirateten Paaren mit oder ohne Nachkommen bzw. einem Elternteil mit Nachkomme) mit einer durchschnittlichen Größe von 3,16 Personen. In 38,1 % aller Haushalte lebten Kinder unter 18 Jahren sowie in 26,8 % aller Haushalte Personen mit mindestens 65 Jahren.
29,8 % der Bevölkerung waren jünger als 20 Jahre, 25,0 % waren 20 bis 39 Jahre alt, 26,1 % waren 40 bis 59 Jahre alt und 19,2 % waren mindestens 60 Jahre alt. Das mittlere Alter betrug 36 Jahre. 48,6 % der Bevölkerung waren männlich und 51,4 % weiblich.
67,0 % der Bevölkerung bezeichneten sich als Weiße, 27,3 % als Afroamerikaner, 0,2 % als Indianer und 0,7 % als Asian Americans. 3,4 % gaben die Angehörigkeit zu einer anderen Ethnie und 1,4 % zu mehreren Ethnien an. 5,9 % der Bevölkerung bestand aus Hispanics oder Latinos.
Das durchschnittliche Jahreseinkommen pro Haushalt lag bei 34.230 USD, dabei lebten 25,1 % der Bevölkerung unter der Armutsgrenze.

## Kultur und Sehenswürdigkeiten

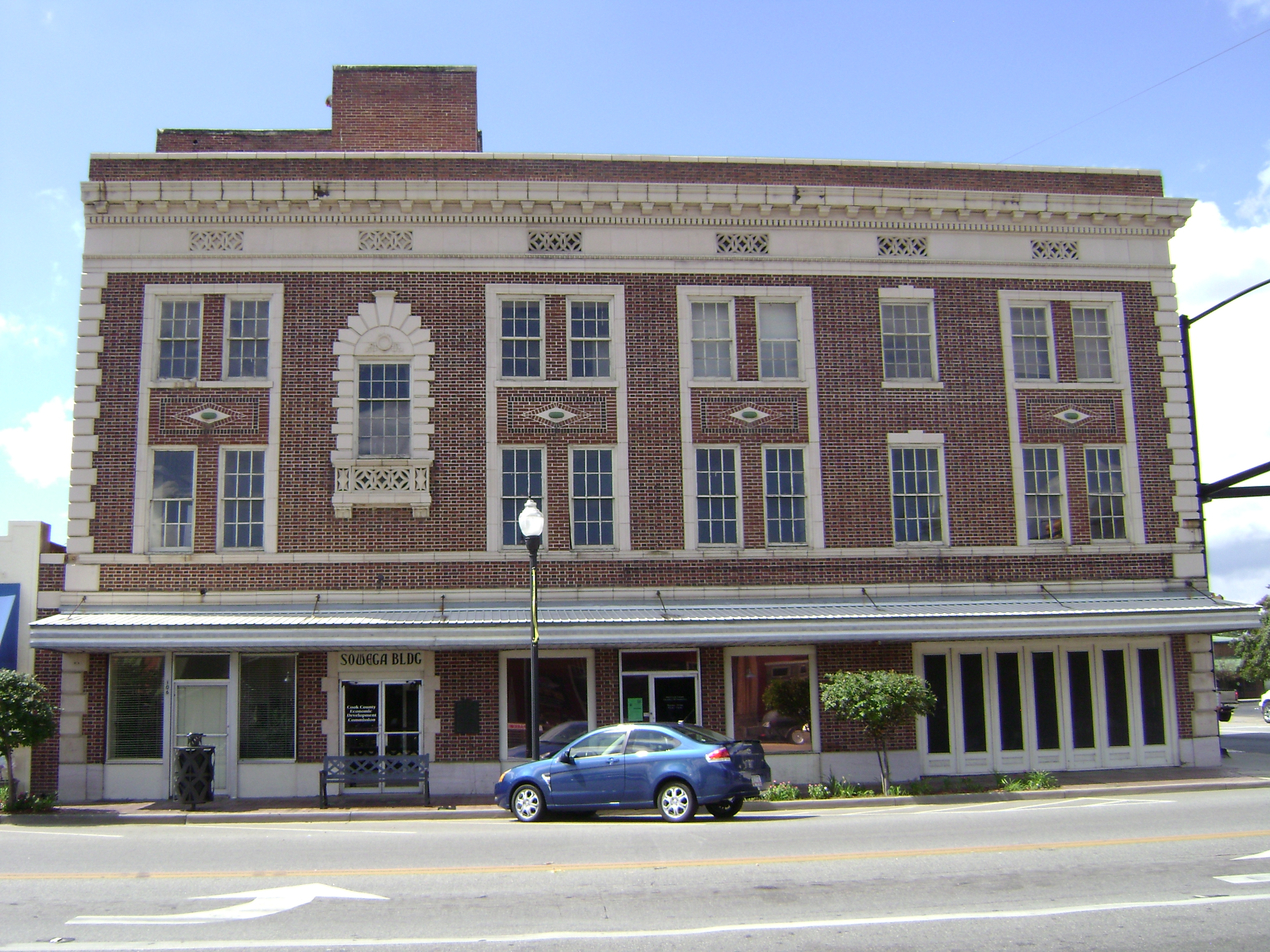
SOWEGA Building in Adel (2012). Das Geschäftsgebäude entstand im Jahr 1930, wobei die Abkürzung SOWEGA für SOuth WEst GeorgiA steht. Im März 1990 wurde es als erstes Objekt im County in das NRHP eingetragen.

Drei Bauwerke im Cook County sind im National Register of Historic Places („Nationales Verzeichnis historischer Orte“; NRHP) eingetragen (Stand 19. August 2023), neben dem Gerichts- und Verwaltungsgebäude des County sind dies das SOWEGA Building und das U.S. Post Office Adel.

## Orte im Cook County
Orte im Cook County mit Einwohnerzahlen der Volkszählung von 2010:
City:
- Adel (County Seat) – 5.334 Einwohner

Towns:
- Cecil – 286 Einwohner
- Lenox – 873 Einwohner
- Sparks – 2.052 Einwohner